# Acanthorrhinum
Acanthorrhinum je monotipski biljni rod iz porodice trpučevki (Plantaginaceae). Jedina vrsta A. ramosissimum raste u suhim područjima Libije, Maroka, Alžira, Tunisa, Zapadne Sahare i Mauretanije.
U ovaj rod uključivana je i vrsta iz Španjolske, Acanthorrhinum rivas-martinezii, koja je izdvojena i uključena u zaseban rod Pseudomisopates.

## Sinonimi
- Antirrhinum flexuosum Pomel
- Antirrhinum intricatum Ball
- Antirrhinum ramosissimum Cosson & Durieu
- Antirrhinum ramosissimum var. flavum Maire
- Antirrhinum ramosissimum var. flexuosum (Pomel) Coss. & Durieu
- Antirrhinum ramosissimum subsp. intricatum Ball
- Antirrhinum ramosissimum var. spinosissimum Bart.